# Hrvatski biblijski prijevodi
Najstariji prijevodi dijelova Biblije na hrvatski jezik su lekcionari i evanđelistari iz XIV. stoljeća. Prvi zabilježeni početak prevođenja zbio se 1521., kad je Bernardin Frankopan dao da se Biblija prevede na hrvatski jezik. Pokušaji prijevoda cjelovite Biblije uslijedili su početkom XVI. stoljeća, a do prvih tiskanih cjelovitih prijevoda na hrvatski jezik dolazi tek u XIX. stoljeću.

## Prijevodi lekcionara i evanđelistara
Najstariji je Korčulanski lekcionar, manji fragment iz XIV. st. pisan latinicom. Prvi tiskan je Lekcionar Bernardina Splićanina (Venecija, 1495.), kojega kasnije prerađuje i nadopunjuje Ivan Bandulavić u svojem djelu Pištole i Evanđelja priko svega godišta novo istomačena po razlogu Misala Dvora rimskoga (Venecija, 1613.). Uz njega nalazimo i druge lekcionare:  Ranjinin lekcionar (Dubrovnik, 1508.), Lekcionar Bartola Kašića (Rim, 1641.), kajkavski lekcionari Antuna Vramca Postilla po nedelne i godovne dni (Varaždin, 1586.), Szveti evangeliumi Nikole Krajačevića (Graz, 1694.) i mnogi drugi do najnovijega hrvatskog lekcionara Red čitanja, I–VIII (Zagreb, 1969. – 1975.).

## Protestantski prijevodi Biblije
U doba reformacije nastojalo se i na hrvatski prevesti cijelu Bibliju. Stjepan Konzul Istranin i Anton Dalmatin preveli su i objavili  Prvi del Novog Testamenta i Drugi drugi del Novog Testamenta (glagoljicom po 1000 primjeraka, Tübingen, 1562. i 1563.; ćirilicom po 1000 primjeraka "za istočne zemlje", Tübingen, 1563.). Mihajlo Bučić međimurski kalvinski pastor je preveo Novi zakon (1573.). Stari zavjet u cjelini preveli su Juraj Juričić i Juraj Cvečić, ali su tiskani su samo  Proroci latinicom (1564. u 50 primjeraka, pokusno) i Proroci glagoljicom (1564. u 50 primjeraka, pokusno).

## Prijevodi ostali u rukopisu
Bartol Kašić preveo je cijelo Sveto pismo, na štokavski ijekavski govor grada Dubrovnika (iako je sam bio govornik čakavskog), latinicom 1630., ali ga nije objavio zbog protivljenja Kongregacije za širenje vjere. Rukopisno djelo je objavljeno tek 2000. u Njemačkoj. Stjepan Rosa je preveo sredinom 18. st. Evanđelistar i Novi Uvjet. Objavljivanju prijevoda se suprotstavio zadarski nadbiskup Matej Karaman. Među rukopisne prijevode ubraja se i prijevod s tumačenjima svećenika Mihovila Jurjetovića Ivakića (1794.), Poljička Biblija, na štokavskoj ikavici, zgotovljena vjerojatno 1768., danas se čuva u Arhivu HAZU. Cjeloviti prijevod Biblije Antuna Sovića (Zagreb, 1929. – 1932.), koji nije objavljen iz jezično-političkih razloga. Sović kasnije znatno pomaže u prevođenju Biblije pri izdavačkoj kući Stvarnost.
Rukopis Kašićeva prijevoda "Biblije" 

## Prijevodi cjelovite Biblije
Prvi prijevod cijele Biblije objavio je franjevac Petar Katančić, Sveto pismo Staroga zakona, I–VI, objavljeno posmrtno (posmrtno, Budim, 1831). Potpuni prijevod objavljuje i Ivan Matija Škarić, Sveto pismo Staroga i Novoga uvita, I–XII  (Beč, 1858. – 1861.). Pohrvaćeno su izdanje cjelovitoga Svetog pisma Vuka Karadžića i Đure Daničića objavili Bogoslav Šulek (Zagreb, 1877.) i Milan Rešetar (Zagreb, 1895.).
Josip Stadler preveo je Sveto pismo Novoga zavjeta (Sarajevo, 1895. – 1907.) s opširnim tumačenjem. Njegovo je djelo naumio dovršiti Valentin Čebušnik, ali je objavio samo dva sveska Starog zavjeta, Petoknjižje i Povijesne knjige (Zagreb, 1911. i 1913.). Potom slijede: Franjo Zagoda, Sveto pismo Novoga zavjeta (Zagreb, 1925. i 1938.) Ivan Evanđelist Šarić, Sveto pismo Staroga i Novoga zavjeta (Sarajevo, 1941. – 1942.; 2. popravljeno izdanje, Madrid, 1959.); Ljudevit Rupčić, Novi zavjet (Sarajevo, 1961.); Bonaventura Duda, Harmonija četiriju evanđelja (Zagreb, 1962.).
Veliki prevodilački pothvat je Zagrebačka Biblija  Staroga i Novoga zavjeta koji su uredili B. Duda i Jure Kaštelan. 1. i 2. izdanje izdala je Stvarnost (Zagreb, 1968.), a sljedeća izdanja Kršćanska sadašnjost (Zagreb, 1972. i dalje).
Noviji cjeloviti prijevod Biblije hrvatskim jezikom uradio je Tomislav Dretar 1998. u Bruxellesu prevevši s francuskog Ekumenski prijevod Biblije, dok je najnovije izdanje cijele Biblije na hrvatskom jeziku tzv. Franjevačka Biblija u kojoj su spojeni prijevodi Silvija Grubišića Starog zavjeta s hebrejskoga i Gracijana Raspudića Novog zavjeta s grčkoga jezika. Biblija Prijevod Novi svijet (Zagreb, 2006.) je također prijevod cijele Biblije.

## Prijevodi pojedinih dijelova Biblije
U novije doba dijelove Svetog pisma prevode: B. Duda i Jerko Fućak, Novi (Zagreb, 1973. i dalje); Tomislav Ladan, dijelovi Novog zavjeta (Sarajevo 1985. i dalje); Silvije Grubišić, cijeli Stari zavjet pod naslovom Hrvatska Biblija, I–VIII (Chicago, 1975. – 1984.)

## Kajkavski prijevodi
Maksimilijan Vrhovac predložio je početkom 19. stoljeće prijevod Biblije na kajkavski. Sljedeće knjige su bile prevedene:
- Antun Vranić: Arfa Davidova (Psalmi) i Lamentacije proroka Jeremije iz 1816. i 1820. godine
- Ivan Nepomuk Labaš: Knjiga Jobova
- Ivan Rupert Gusić: Evangeliumi, Djela Apostolska, Poslanice Rimljanima i Korinćanima te Otkrivenje (1821.)
- Ivan Krstitelj Birling: Poslanica Filipljanima
- Stjepan Korolija navodno preveo je cijeli Novi zavjet i Tomaš Mikloušić bio je također važna osoba u Vrhovčevom planu.

Po smrti biskupa Ignac Kristijanović probao je nastaviti prijevod kajkavske Biblije. Kristijanovićovi prijevodi su bili:
- Mudrosti (1840.)
- Tobija (1846.)
- Judita (1846.)
- Ivanove poslanice (1847.)
- Knjiga o Ruti (1848.)
- Jona (1848.)
- Petrove poslanice (1849.)
- Jakovljeva poslanica (1850.)
- Judina poslanica (1850.)
- Evanđelja
- Psalmi
- Mudre izreke
- Propovjednik
- Sirah
- Djela Apostolska
- Poslanica Rimljanima
- Poslanice Korinćanima

Glumac Vid Balog preveo je Novi zavjet na kajkavski, djelomično objavljen u časopisu Kaj.
U studenom 2021. predstavljeno je u Matici hrvatskoj u Zagrebu Sveto Pismo Novoga Zakona – na horvatski jezik po Ivanu Rupertu Gusiću prenešeno i na svetlo dano, priređivača Alojza Jembriha i Bogdana Bošnjaka, prvotisak Gusićeva prijevoda Novoga zavjeta.

## Čakavski prijevodi
Zasada ne postoji potpun prijevod Svetoga pisma na ijedan od dijalekata čakavskoga dijasistema, no dijelovi Novog zavjeta postoje u samoizdanom prijevodu Siniše Vukovića pod naslovom Čakavski pištular I-V.  Za osnovu je poslužio autorov materinji govor Selaca na otoku Braču.

## Gradišćanski prijevodi
Kratki prijevodi Biblije na gradišćanskohrvatskom jeziku su bili već u 18. stoljeću (Horvaczko Evangyelye, 1732.). 1812. godine Matijaš Laáb preveo je cijeli Novi zavjet (Novi Zakon). Rukopis je sada u Zagrebu. 1952. godine su pripremili Martin Meršić i Ivan Jakšić gradišćanski Novi Zakon, kasnije i Psalme, od Augustina Blazovića Knjiga mudrosti. Štefan Geošić, negdašnji klimpuhski župnik, preveo je Stari i Novi zavjet na standardni gradišćanskohrvatski jezik.

## Vanjske poveznice
- Biblija na hrvatskom – prijevod Novi svijet
- Biblija na hrvatskom  Arhivirana inačica izvorne stranice od 28. ožujka 2006. (Wayback Machine) – prijevod Šarić
- Hrv. franjevačka provincija Sv. Ćirila i Metoda Kronologija hrvatskih prijevoda Biblije
- Franjevačka Biblija
- Zagrebačka Biblija je čudo  Arhivirana inačica izvorne stranice od 30. svibnja 2016. (Wayback Machine)